# Carcharodontosaurus
Carcharodontosaurus („Ještěr se žraločími zuby“) byl rod obřího dravého (teropodního) dinosaura z čeledi Carcharodontosauridae, žijícího v období počínající pozdní křídy (věk cenoman) asi před 99 až 94 miliony let na severu Afriky.

## Historie

Carcharodontosaurus - holotyp (menší) a neotyp (větší)

Fosilie tohoto dinosaura poprvé objevil roku 1912 rodák z Čech, rakouský amatérský paleontolog Richard Markgraf. Formálně byl pak popsán německým paleontologem Ernstem Stromerem (mj. autorem popisu spinosaura) v roce 1931, avšak první popis zkamenělin tohoto rodu měli na svědomí vědci Charles Depéret a J. Savornin již v roce 1927. Ti však nový druh teropoda chybně přiřadili k rodovému názvu Megalosaurus (jako druh Megalosaurus saharicus). Jedná se o obřího teropoda z čeledi Carcharodontosauridae, tedy blízkého příbuzného jihoamerických gigantů - giganotosaura, tyranotitana a mapusaura. 
Fosilní pozůstatky holotypu (originálu neboli typového exempláře) byly zničeny během 2. světové války v roce 1944, neboť se tehdy nacházely v bombardovaném mnichovském muzeu Alte Akademie. Až na izolované zuby a obtížně identifikovatelné kosterní fosilie z Alžírska i odjinud pak další půlstoletí nebyly známé žádné rozpoznané fosilie karcharodontosaura. Až v roce 1995 objevil vědecký tým pod vedením známého amerického paleontologa Paula C. Serena pozůstatky dalšího jedince tohoto druhu na území Maroka (geologická skupina Kem Kem). O rok později byl tento neotyp formálně popsán, což umožnilo učinit si lepší představu o velikosti a vzezření tohoto obřího teropoda.

## Naleziště
Druh Carcharodontosaurus saharicus je podle fosilních pozůstatků znám z geologických souvrství Baharíja, Tegana a Čenini (státy Egypt, Maroko, Tunisko, Alžírsko, Libye a Niger). Známé jsou v tomto ohledu například geologické vrstvy Kem Kem. Jednalo se tedy o obřího severoafrického teropoda s poměrně velkým zeměpisným rozšířením.

## Období existence
C. saharicus žil v období přelomu spodní a svrchní křídy (geologické věky alb a cenoman), před přibližně 100 až 93 Ma (Ma = Mega annum; miliony let).

## Rozměry
Carcharodontosaurus byl kolosální dravec, dosahující délky asi 11 až 13,5 m a hmotnosti od pouhých 3 až do 8 metrických tun, což z něj dělá jednoho z největších suchozemských dravců všech dob (pro srovnání lze uvést, že největší dochovaná kostra tyranosaura zvaná Scotty, měří na délku 13 m a zaživa vážil tento jedinec asi 7 - 9,5 tuny). Největší odhadované údaje pro exemplář druhu C. saharicus mluví o délce 13,28 metru a hmotnosti kolem 8 288kilogramů. Jen samotná lebka karcharodontosaura měřila na délku asi 163 cm.
Druh C. saharicus tak patří mezi pět v současnosti největších známých teropodních dinosaurů.

## Nový druh
Již v roce 2005 publikovali paleontologové Paul Sereno a Steve Brusatte objev nového druhu tohoto rodu obřího teropoda. O dva roky později popsal Brusatte na základě fosílií lebky a cervikálních obratlů nový druh karcharodontosaura - C. iguidensis. Tento druh byl podle autorů studie stejně velký, nebo dokonce ještě větší než C. saharicus (délka je odhadována až na 14 metrů, samotná lebka měří asi 175 cm). Podle jiných odhadů byl však naopak menší, a to s délkou asi 10 metrů a hmotností kolem 4000 kg.

## V populární kultuře
Carcharodontosaurus se objevil v dokumentu Planet Dinosaur. Největší pozornost mu byla věnována v prvním díle (Ztracený svět), kde byl spolu s dalším obřím teropodem spinosaurem hlavním tématem epizody. Objeví se také v pátém díle, kde loví mládě obřího sauropoda paralititana.

## Paleobiologie
Studie z roku 2015 určuje sílu čelistního stisku karcharodontosaura na 28 200 newtonů. Čelistní a krční svaly dinosaura byly schopny uzvednout závaží až o hmotnosti 424 kilogramů, což je nejspíš o trochu méně než u tyranosaura.
Mozek těchto obřích teropodů byl relativně malý, měl objem asi 275 ml, takže byl podstatně menší než třeba u druhu Tyrannosaurus rex.